# Préta
A préta birodalom (szanszkrit): प्रेत, páli: Peta, tibeti: ཡི་དྭགས་ - Jidak) a buddhista, hindu, szikh és dzsaina kozmológiában szereplő létsík, amelynek lakói sokkal nagyobb szenvedéseken mennek keresztül, mint az emberi szenvedés, elsősorban rendkívüli éhséget és szomjúságot tapasztalnak. A préta leggyakoribb magyar fordítása "éhes szellem". A Tipitaka Khuddaka-nikája gyűjteményében található Petavatthu című buddhista kanonikus szövegben a préta kifejezést sokkal változatosabb értelmezésben használják. Úgy tartják, hogy a préták korábbi életeikben korrupt, csaló, irigy és kapzsi emberek voltak. A karmájuk eredményeképpen kielégíthetetlen éhség gyötri őket bizonyos anyagok és tárgyak felé. Hagyományosan ezek a dolgok visszataszítóak és alantasak, mint például az emberi holttest vagy az ürülék, de egész bizarr dolgokat is említenek egyes források.

## Jellemzése
A préták láthatatlanok az emberi szem számára, azonban egyesek úgy tartják, hogy bizonyos tudatállapotban lehet őket érzékelni. Emberszerűnek mondják őket, mumifikálódott bőrrel, sovány combokkal, hatalmasra felfúvódott hassal és hosszú, vékony nyakkal. Ez valójában a mentális állapotuk metafórája: hatalmas az étvágyuk, amelyet rendkívül kis eséllyel tudnak kielégíteni.
A prétákat a japán művészetben (főleg a Heian-korban) csontsovány emberként ábrázolják nagy, kidomborodó hassal és rendkívül apró szájjal és torokkal. Gyakran nyalogatnak csöpögő vizeket templomokban és nem ritkán szerepelnek démonok társaságában, amely a kétségbeesésüket jelképezi. Ezen felül láthatók még tűzgömb alakban is.
A préták a Föld kopár területein és a sivatagokban élnek és a helyzetük a múltban szerzett karmáiktól függően eltérőek. Némelyikük képes enni keveset, de rendkívül nehezen jut élelemhez vagy folyadékhoz. Mások találnak ételt és italt is, viszont rendkívül nehezen tudnak nyelni. Egyesek torkát nyeléskor égeti a táplálék, mások meglátnak valami élelmet, de mire odaérnének, elillan a szemük elől. Emiatt folyamatosan éhesek. Az éhségen felül a préták hatalmas hőséget és hideget kénytelenek elviselni, emiatt a szenvedésük valamelyest hasonlatos a pokollakók szenvedéseihez. Ez utóbbiaktól csak abban különböznek, hogy a prétak szabadon tudnak mozogni, míg a pokollakóknak ilyen lehetőségük sincs.

## Kapcsolat a préták és az emberek között

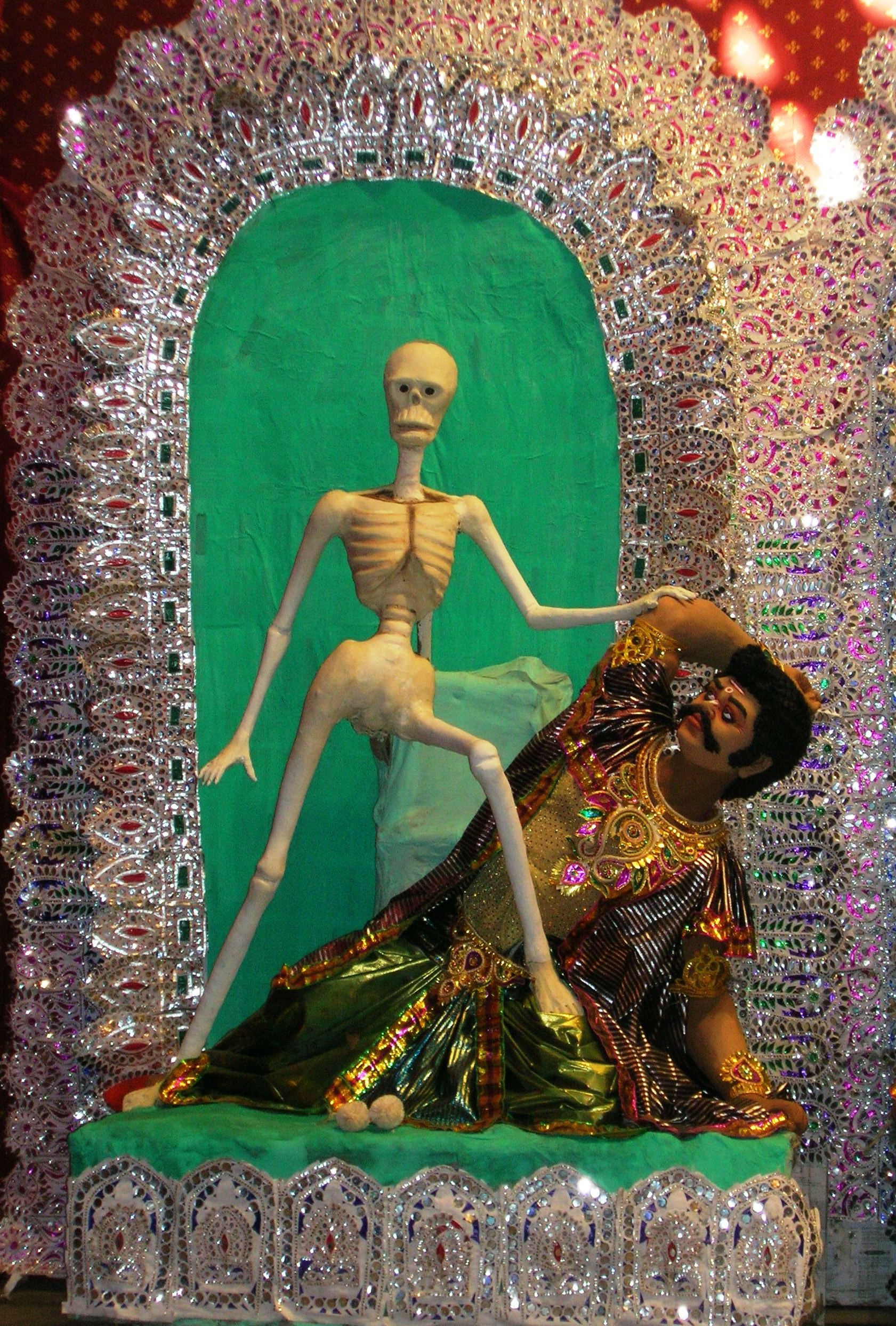
Préta ábrázolás a hindu Kali púdzsá fesztiválon.

A vallásos, spirituális hagyományokban a prétákat általában csupán apró nyűgnek tekintik az emberek számára, kivéve ha a préták vágya valamiért éppen a vér. Egyes hagyományok szerint a préták varázslattal, illúzióteremtéssel és álcával próbálják megakadályozni, hogy mások kielégítsék saját vágyaikat.
Általánosan mégis sajnálatra méltónak találják a prétákat a buddhista kozmológia alapján. Akadnak buddhista kolostorok, ahol a szerzetesek (bhikkhu) étel- vagy virágfelajánlásokat tesztnek az éhes szellemek javára.

## Helyi hagyományok
Japánban a préta elnevezése gaki (餓鬼), amely a kínai o kuj (pinjin: e gui, 餓鬼) kifejezésből ered.
657-óta egyes japán buddhisták önmegtartóztatási napot tartanak augusztus közepén, hogy megemlékezzenek a folyton éhező gaki-kra. Úgy tartják, hogy megemlékezéseik és ételfelajánlásaik segítenek nekik megszabadulni szenvedéseiktől.
A modern japán nyelvben a gaki szót az elkényeztetett gyermekre használják.
A hinduizmusban a préták teljesen valóságos lények. Testük levegőből és fekete anyagból van - kettő az öt alapelem közül, amely a földi testeket alkotják: levegő, víz, fekete anyag (űr), tűz, föld. Az előző életekben szerzett "karmáktól" függően léteznek más formák is, amikor az ember testéhez hasonló testbe születik újjá a lélek, de minimum egy alapelem hiányzik belőlük és maximum három. A hinduizmusban az atma vagy lélek átmeneti állapotában tiszta és a dévákhoz hasonlatos, halál után újjászületik egy testbe, amely öt elemből áll. A préták ezért képtelenek ételt fogyasztani, mivel azokban van föld, tűz és víz elem.[forrás?]
Thaiföldön a pret (thai: ปรต) éhes szellemet jelent a buddhista hagyományokban, amely a thai néphagyomány részévé vált. A róluk alkotott általános képzet az, hogy a pret-ek nagyon magasak.